# Przyborowo (rejon iwacewicki)
Przyborowo (biał. Прыборава) – wieś na Białorusi, w obwodzie brzeskim, w rejonie iwacewickim, w sielsowiecie bycieńskim, do 1945 w Polsce, w województwie nowogródzkim, w powiecie słonimskim, w gminie Byteń.
Przyborowo leży nad Szczarą.
Wieś duchowna położona była w końcu XVIII wieku w hrabstwie różańskim w powiecie słonimskim województwa nowogródzkiego.